# Suore missionarie mariane
Le Suore Missionarie Mariane (in spagnolo Hermanas Misioneras Marianas) sono un istituto religioso femminile di diritto pontificio: le suore di questa congregazione pospongono al loro nome la sigla I.M.M.

## Storia
La congregazione fu fondata il 17 febbraio 1920 a Querétaro dal sacerdote Luis Martín Hernández (1873-1922) insieme con Clemencia Borja Taboada (1881-1963).
Nel 1940 l'istituto fu approvato come congregazione religiosa di diritto diocesano e il 5 gennaio 1948 fu aggregato all'Ordine dei Frati Minori.

## Attività e diffusione
Le suore, dedite originalmente solo all'insegnamento, hanno esteso il loro apostolato all'assistenza agli ammalati e all'evangelizzazione.
Oltre che in Messico, sono presenti in Brasile, in Perù, in Portogallo, nella Repubblica Dominicana e in Africa; la sede generalizia è a Querétaro.
Alla fine del 2008 la congregazione contava 413 religiose in 66 case.